# Johannes Baazius der Ältere
Johannes Baazius d. Ä. (eigentlich Joannes oder Jöns Bengtsson Baaz; * 12. Juli 1581 in Gårdsby, Småland; † 14. Januar 1649 in Växjö) war ein schwedischer lutherischer Theologe und Bischof von Växjö.

## Leben
Baazius, ein Sohn des Pfarrers Benedictus Johannis Baazius, studierte an der Universität Uppsala sowie zwischen 1605 und 1610 an deutschen Universitäten wie Wittenberg, Jena und Gießen. Nach der Rückkehr arbeitete er als Lehrer in Växjö und avancierte 1613 zum Rektor. Als er 1624 einen Ruf an die Universität Uppsala erhalten sollte, beförderte König Gustav Adolf ihn stattdessen zum Pfarrer und Propst in Jönköping. Schon 1636 als Bischof für Linköping vorgeschlagen, wurde er 1647 zum Bischof in Växjö ernannt, starb aber schon nach weniger als zwei Jahren in diesem Amt.
Sein Sohn Johannes Baazius der Jüngere wurde 1677 Erzbischof von Uppsala.

## Bedeutung
Baazius war ein begabter Theologe, der schon 1608 in Gießen eine Rede zu Luthers Todestag halten durfte und unter Johannes Winckelmann disputierte. Als Rektor veröffentlichte er mehrere Lehrbücher zur biblischen Geschichte. Sein bekanntestes Werk ist das Inventarium Ecclesiæ Sueogothorum (1642), die erste Darstellung der schwedischen Kirchengeschichte. In der Tradition von Johannes Magnus behauptete er eine enge Verbindung zwischen den Goten, den frühgeschichtlichen Schweden und dem alttestamentlichen Judentum.
Daneben war er kirchenpolitisch aktiv. Als Mitglied des Reichstags von 1625 stellte er sich gegen die Bischöfe auf Seiten der Regierung, die eine Zentralisierung der kirchlichen Verwaltung anstrebte. 1629 veröffentlichte er eine Eingabe (Προσφωνησις ad rev. episcopos ecclesiae Svecanae), in der er den Bischöfen Machtmissbrauch und eine Vernachlässigung ihrer Pflichten vorwarf. Der Streit flammte 1636 erneut auf. Baazius’ Motive waren offenbar weniger eine Unterstützung des staatskirchlichen Programms des Königs, sondern seine von der deutschen Reformorthodoxie beeinflusste Überzeugung, dass das kirchliche Leben einer Reformation bedürfe.

## Schriften (Auswahl)
- De causis hæreseon et religionis sectarum, ad demonstrandam repvrgatæ religionis veritatem, loco debitæ parentationis B. Lutheri. In nova academia Giessena publice recitatum: die XIIX. februarii, anno obitus Lutheri 62. Giessae Hassorum, Nicolaus Hampelius, 1608.
- Disputatio Theologica, Contra primum errorem Gaspari Schwencofeldii, De Scriptura Sacra Ac Ministerio Praedicati Verbi Dei Ac Sacramentorum, Baptisimi & Coenae Dominicae. Giessae Hassorum, Nicolaus Hampelius, 1608.
- Tabvla chronologica sacrorvm bibliorvm, continvvm designans tempvs gestorum, in totis biblijs descriptorum. Helmstedt 1618.
- Harmonia evangelica, perspicuâ brevitate, integram historiam Jesu Christi, … exhibens: sive et textum IV. evangelistarum, ... Kalmar 1627.
- Een kort och enfåldigh, doch grundeligh Förklarning öffuer S. Johannis vppenbarelse, ... Kalmar 1629.